# Острая могила (Луганск)
Острая могила(укр. Гостра могила) — возвышенность местного значения и мемориал в Луганске, посвящённый тяжёлым боям во время Гражданской войны (1919 г.) и боевым действиям в Великой Отечественной войне.
Во время Гражданской войны (конец апреля 1919 года), во время тяжелых боёв против Вооружённых сил Юга России (генерала Деникина), большевики-луганчане стояли живой цепью от патронного завода до Острой могилы, передавая патроны из рук в руки. За этот подвиг в советские времена Луганск был награждён орденом Красного Знамени.
В 1942 году, во время Великой Отечественной войны высота Острая Могила немецкими войсками была превращена в мощный укреплённый узел. В январе 1943 года в районе высоты развернулись ожесточённые бои; после освобождения Луганска (тогда носил название Ворошиловград) высота стала местом захоронения погибших участников освобождения города из личного состава 59-й гвардейской, 78-й и 279-й стрелковых дивизий 18 стрелкового корпуса.
В 1945 году на месте братской могилы был сооружён памятник, проект которого был подготовлен скульптором В. И. Мухиной. В 1946 году на вершине холма прошли работы по восстановлению уничтоженного немцами монумента героям обороны Луганска 1919 года.
В 1965 году был открыт мемориал освободителям Луганска в виде скульптурной группы «Знамя не умирает» архитектора Н. Л. Бунина, скульпторов В. Х. Федченко и Г. Г. Смешного.
В 2023 году, после аннексии территории Луганска Россией, мемориал был реконструирован. В рамках реконструкции мемориального комплекса установлен 20-метровый обелиск с рубиновой звездой, у его основания размещены четыре бронзовые фигуры воинов – защитников Луганска из разных исторических периодов – 1919, 1943, 2014, 2023 годов. Президент России Владимир Путин принял персональное решение о создании этого мемориала.

## Галерея
- Монумент «Знамя не умирает»
- Памятник-обелиск "героям обороны 1919 года"
- Памятник советским воинам-танкистам  в начале аллеи, ведущей к мемориалу